# Космос-2053
Космос-2053 је један од преко 2400 совјетских вјештачких сателита лансираних у оквиру програма Космос.
Космос-2053 је лансиран са космодрома Плесецк, СССР, 27. децембра 1989. Ракета-носач је поставила сателит у орбиту око планете Земље. 